# Filip Berg
Filip Niclas "Fille" Berg (Danderyd, 2 de octubre de 1986) es un actor sueco conocido por haber interpretado a Sebbe en la película Hip Hip Hora!.

## Biografía
Berg estudió en el "Adolf Fredrik's Music School" en Estocolmo.

## Carrera
En 2003 se unió a la película Ondskan donde dio vida a Johan; en la película compartió créditos con los actores Andreas Wilson y Gustaf Skarsgård.
En 2004 se unió al elenco de la película sueca Hip Hip Hora! (en inglés: "The Ketchup Effect") donde interpretó al callado Sebbe.
En 2005 apareció en la serie Kommissionen donde dio vida a Kalle Lagerfelt, el hijo de Lena Lagerfelt (Katarina Ewerlöf).
En el 2006 interpretó a Henke en un comercial para la televisión de "Cancerfonden".
En 2011 apareció como invitado en el noveno episodio de la primera temporada de la serie Anno 1790 donde interpretó a Moritz Dahlgren, un joven estudiante.
En el 2012 apareció en la película Arne Dahl: Ont blod como Olle Malmqvist.

## Filmografía[2]

### Series de televisión
| Año             | Título                         | Personaje                | Notas                           |
| --------------- | ------------------------------ | ------------------------ | ------------------------------- |
| 2016 - presente | Svartsjön                      | Johan                    | 16 episodios                    |
| 2017            | Syrror                         | Jakob                    | episodio "Del 3"                |
| 2017            | Fallet                         | Bert                     | episodio # 1.4                  |
| 2016            | Springfloden                   | Ove Gardman              | 3 episodios                     |
| 2015            | Morden i Sandhamn              | Patrik                   | 3 episodios                     |
| 2015            | Beck                           | Emil Ahre                | episodio "Rum 302"              |
| 2014 - 2015     | Blå Ögon                       | Kristoffer Palm          | 8 episodios                     |
| 2014            | Den fjärde mannen              | Reportero                | episodio # 1.1 - miniserie      |
| 2014            | Viva Hate                      | Policía                  | episodio # 1.3 - miniserie      |
| 2014            | Welcome to Sweden              | Barman                   | episodio "Get a Job/Farthinder" |
| 2013            | Barna Hedenhös uppfinner julen | Guardia                  | 7 episodios                     |
| 2012            | Den Sista Dokusåpan            | Abbe                     | 8 episodios                     |
| 2011            | Anno 1790                      | Moritz Dahlgren          | episodio "De dödas röster"      |
| 2011            | Solsidan                       | -                        | episodio "Frieri"               |
| 2007 - 2008     | Andra Avenyn                   | Jesper "Dildo" Dillström | 18 episodios                    |
| 2007            | Höök                           | Richard Selander         | 2 episodios                     |
| 2007            | Leende guldbruna ögon          | Nallen                   | episodio # 1.1 - miniserie      |
| 2005            | Lasermannen                    | Magnus                   | episodio # 1.1 - miniserie      |
| 2005            | Kommissionen                   | Kalle Lagerfelt          | 4 episodios                     |
| 2005            | Livet enligt Rosa              | Harry                    | episodio "Del 8"                |
| 2003            | Vera med flera                 | Linus                    | 4 episodios                     |

### Películas
| Año  | Título                 | Personaje         | Notas |
| ---- | ---------------------- | ----------------- | --- |
| 2015 | Odödliga               | Isak              | junto a Torkel Petersson, Hedda Stiernstedt, Madeleine Martin y Fanny Ketter                                 |
| 2013 | Stockholm Stories      | Douglas           | junto a Martin Wallström, Jonas Karlsson, Dejan Čukić, Cecilia Frode, Marie Richardson y Julia Ragnarsson    |
| 2013 | Rosor kyssar och döden | Löving            | junto Tuva Novotny, Linus Wahlgren, Ola Rapace, Andreas La Chenardière, Steve Kratz, Anita Wall y Lisa Henni |
| 2013 | Studentfesten          | Ian               | junto a Anna Åström, Henrik Lundström, Madeleine Martin, Kjell Bergqvist, Johannes Brost y Edvin Endre       |
| 2012 | Arne Dahl: Ont blod    | Olle Malmqvist    | junto a Shanti Roney, Malin Arvidsson, Matias Varela, Claes Ljungmark, Niklas Åkerfelt e Irene Lindh         |
| 2004 | Hip Hip Hora!          | Sebastian "Sebbe" | junto a Amanda Renberg, Björn Kjellman, Ellen Fjæstad, Linn Persson y Marcus Hasselborg                      |
| 2003 | Ondskan                | Johan             | junto Andreas Wilson, Gustaf Skarsgård, Henrik Lundström, Peter Eggers, Linda Zilliacus y Marie Richardson   |

### Escritor
| Año  | Título    | Notas |
| ---- | --------- | ----- |
| 2012 | Göra slut | corto |

## Premios y nominaciones
| Año  | Categoría         | Premio                        | Película          | Resultado   |
| ---- | ----------------- | ----------------------------- | ----------------- | ----------- |
| 2016 | Best Actor        | Premio Guldbagge              | Odödliga          | Nominado[3] |
| 2014 | Rising Star Award | Stockholm Film Festival Award | Stockholm Stories | Nominado    |